# Mt. Angel
Mt. Angel az Amerikai Egyesült Államok északnyugati részén, Oregon állam Marion megyéjében elhelyezkedő város, a salemi statisztikai körzet része. A 2020. évi népszámlálási adatok alapján 3392 lakosa van.

## Története
A térség első lakója az 1850-ben ideérkező Benjamin Cleaver volt, aki később megalapította Roy települést. Az egyik vasúti vezető nevét viselő Filmore vasútállomása 1881-ben, Roy postája pedig 1882-ben nyílt meg, de egyik név sem maradt fenn.
1881-ben Adelhelm Odermatt vezetésével a svájci Engelbergből bencések egy csoportja érkezett. Odermatt a Lone-tanúhegyet jelölte ki apátsága helyszínéül; később több környékbeli egyházmegye vezetője is volt. A tanúhegyet a kalapuja indiánok Tapalamahónak nevezték, melynek jelentése „Az úrvacsora hegye”. Ebben az időben Bajorországból bevándorlók nagyobb csoportjai érkeztek. A település 1883-ban a Mount Angel nevet (az Engelberg angol nyelvű fordítása, magyarul Angyal-hegy) kapta. A bencés kolostort 1884-ben költöztették ide.
Mount Angel 1893. április 3-án kapott városi rangot. Saint Benedict postahivatala az apátságnál kezdte meg működését.
Az Oregon City-i főegyházmegye utasítására 1889-ben papképző indult. Az 1896-os tűzben az apátság faépületei, az 1926-osban pedig a másodjára emelt kőépület égtek le. A ma is álló struktúra 1928-ban készült el; ezt további épületek (például az Alvar Aalto által tervezett könyvtár) követték. 2007-ben harangtornyot emeltek.
A bencés nővérek szervezete 1882-ben jött létre.

## Éghajlat
A város éghajlata mediterrán (a Köppen-skála szerint Csb).
| Hónap                         | Jan.  | Feb.  | Már. | Ápr. | Máj. | Jún. | Júl. | Aug. | Szep. | Okt. | Nov.  | Dec.  | Év    |
| ----------------------------- | ----- | ----- | ---- | ---- | ---- | ---- | ---- | ---- | ----- | ---- | ----- | ----- | ----- |
| Rekord max. hőmérséklet (°C)  | 18,9  | 21,7  | 23,3 | 30,0 | 38,9 | 37,8 | 39,4 | 40,0 | 39,4  | 32,8 | 22,2  | 18,9  | 40,0  |
| Átlagos max. hőmérséklet (°C) | 7,8   | 10,4  | 12,7 | 15,1 | 18,8 | 22,0 | 26,1 | 26,2 | 23,3  | 17,2 | 11,1  | 7,6   | 16,6  |
| Átlaghőmérséklet (°C)         | 4,4   | 6,2   | 8,0  | 9,9  | 13,2 | 16,2 | 19,2 | 19,3 | 16,8  | 11,9 | 7,4   | 4,3   | 11,4  |
| Átlagos min. hőmérséklet (°C) | 1,0   | 1,9   | 3,3  | 4,8  | 7,6  | 10,3 | 12,3 | 12,4 | 10,3  | 6,7  | 3,7   | 1,1   | 6,3   |
| Rekord min. hőmérséklet (°C)  | −15,6 | −14,4 | −7,2 | −2,2 |      | 2,8  | 5,6  | 4,4  | 1,1   | −5,0 | −10,6 | −17,8 | −17,8 |
| Átl. csapadékmennyiség (mm)   | 173   | 124   | 124  | 92   | 72   | 50   | 17   | 23   | 46    | 93   | 180   | 193   | 1187  |
| Forrás: Weatherbase           |       |       |      |      |      |      |      |      |       |      |       |       |       |

## Népesség
A 2010-es népszámláláskor a városnak 3286 lakója, 1205 háztartása és 707 családja volt. A népsűrűség 1117,7 fő/km2. A lakóegységek száma 1282, sűrűségük 436,1 db/km2. A lakosok 82,6%-a fehér, 0,5%-a afroamerikai, 1%-a indián, 0,5%-a ázsiai,  12,1%-a egyéb, 3,3%-a pedig kettő vagy több etnikumú. A spanyol vagy latino származásúak aránya 26,1% (   )
A háztartások 33,9%-ában élt 18 évnél fiatalabb. 44,4% házas, 10,3% egyedülálló nő, 4% egyedülálló férfi, 41,3% pedig nem család. 37,1% egyedül élt; 27,2%-uk 65 éves vagy idősebb. Egy háztartásban átlagosan 2,56 személy élt; a családok átlagmérete 3,44 fő.
A medián életkor 37,1 év volt. A város lakóinak 27%-a 18 évesnél fiatalabb, 8,3% 18 és 24 év közötti, 23,7%-uk 25 és 44 év közötti, 20%-uk 45 és 64 év közötti, 20,9%-uk pedig 65 éves vagy idősebb. A lakosok 48,3%-a férfi, 51,7%-a pedig nő.

## Kultúra
A Mt. Angel-i Oktoberfest a térség legnagyobb ilyen rendezvénye.
A bencés kolostor és a katolikus templom, valamint a kovácsműhely szerepelnek a történelmi helyek jegyzékében. A város 2006-ban bejelentette egy 15 méteres harangjáték megépítését, amely az Oktoberfestre készült el. A Charles és Garfield utcák csomópontjában található létesítmény az USA legnagyobbika.

## Oktatás
A város közoktatási intézményeinek fenntartója a Mt. Angel-i Tankerület.
Az 1973 és 1983 között működő Colegio Cesar Chavez a spanyol ajkúak számára nyitott négyéves főiskola volt; nevét Cesar Chavez aktivistáról kapta, aki kétszer is ellátogatott az intézménybe. 1978-ban több mexikói-amerikai végzett itt, mint az Oregoni Állami Egyetemen és az Oregoni Egyetemen összesen. Az 1980-as évek közepén a területet megvásárolták és a bencéseknek adományozták, akik menedéket üzemeltetnek itt.

## Infrastruktúra

### Közlekedés
A város közúton az Oregon Route 214-en, vasúton pedig a Willamette Valley Railwayjel közelíthető meg.

### Közművek
A víz- és szennyvízhálózatot a város üzemelteti; a gázszolgáltatást az NW Natural, az elektromos áramot pedig a Portland General Electric biztosítja.

## Könyv és film
- S. M. Stirling Emberverse című regénysorozata a bencés kolostorban játszódik.[17]
- Itt forgatták az 1973-as Isn't It Shocking? című vígjátékot.[18][19]

## Fordítás
- Ez a szócikk részben vagy egészben  a   Mt. Angel, Oregon című angol Wikipédia-szócikk ezen változatának fordításán alapul.  Az eredeti cikk szerkesztőit annak laptörténete sorolja fel. Ez a jelzés csupán a megfogalmazás eredetét és a szerzői jogokat jelzi, nem szolgál a cikkben szereplő információk forrásmegjelöléseként.